# دووگهرتی (اکلاهما)
دووگهرتی(به انگلیسی: Dougherty) شهری در ایالت اکلاهما کشور ایالات متحده آمریکا است که جمعیت آن در سرشماری سال ۲۰۱۰ میلادی، ۲۱۵ نفر بوده‌است.